# 本間菫子
本間 菫子（ほんま すみれこ、2000年11月26日 - ）は、日本経済大学ラグビー部AMATERUS（英Japan University of Economics AMATERUS）のラグビー選手、外国人選手通訳。ポジションはPR（7人制、15人制）。

## 来歴
小学生まで京都府出身。その後は新潟に引っ越し、15歳からラグビーを始める。それ以前は柔道とクラシックバレエを両立。その後北越高等学校へ進学し男子ラグビー部として活動。女子ラグビーとしての活動は主に北信越選抜でのKOBELCOCUPへの出場。2018年-2019年　アメリカ（オレゴン州）へ留学。Newberg High SchoolではCTBをプレー。2020年　日本経済大学（福岡県）に女子ラグビー部AMATERUS一期生として進学。監督：淵上宗志。

## 日本経済大学女子ラグビー部AMATERUS
本拠地：福岡県太宰府市。2020年度創部。監督は淵上宗志。
ファーストジャージは白。セカンドジャージは紺。発足4年目となる2023年度に、国内の7人制女子ラグビーの最高峰大会である「ウィメンズセブンズシリーズ」に昇格。15人制でも全国女子ラグビー日本選手権大会でも準決勝に進出した。　